# Tohunga
Un tohunga en la cultura dels maoris de Nova Zelanda, és un expert practicant de qualsevol habilitat o art, ja sigui religiós o d'un altre tipus. Tohunga inclou experts sacerdots, curanders, navegants, escultors, constructors, mestres i assessors. «Un tohunga també pot haver estat el cap d'un whanau, però sovint també va ser un rangatira i un ariki». L'equivalent i afí a la cultura de Hawaii és «kahuna».

## Noms i activitats

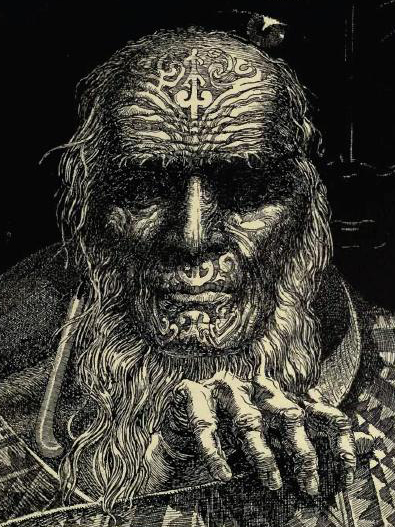
Matapo, un tohunga cec a Te Tohunga de Wilhelm Dittmer, 1907

Hi ha moltes classes de tohunga, incloent:
- Tohunga ahurewa: la classe més alta de sacerdot.
- Tohunga matakite: pronosticadors del futur (vident).
- Tohunga whakairo: talladors experts.
- Tohunga tātai arorangi: experts en la lectura de les estrelles (astròleg).
- Tohunga kōkōrangi: expert en l'estudi de cossos celestes (astrònom).
- Tohunga tārai waka: expert constructor de canoes.
- Tohunga wetereo: expert en llengua maorí.
- Tohunga tā moko: expert en tā moko (tatuatge maori).
- Tohunga mahi toi: expert artista.
- Tohunga tikanga tangata: expert en estudi d'humans (antropòleg).
- Tohunga o Tumatauenga: expert en armes o capellà d'un grup de guerra.
- Tohunga kiato: la classe més baixa de sacerdot.

Cada tohunga era un líder espiritual dotat i posseïa l'habilitat natural de comunicar-se entre els regnes espiritual i temporal a través de karakia (oracions), pātere (cants) o realitzant waiata (música) que els havia estat transmesa per altres tohunga abans que ells. No obstant això, els seus ritus eren principalment en els camps específics en què practicaven, com s'ha assenyalat anteriorment.

## Pràctiques i coneixement

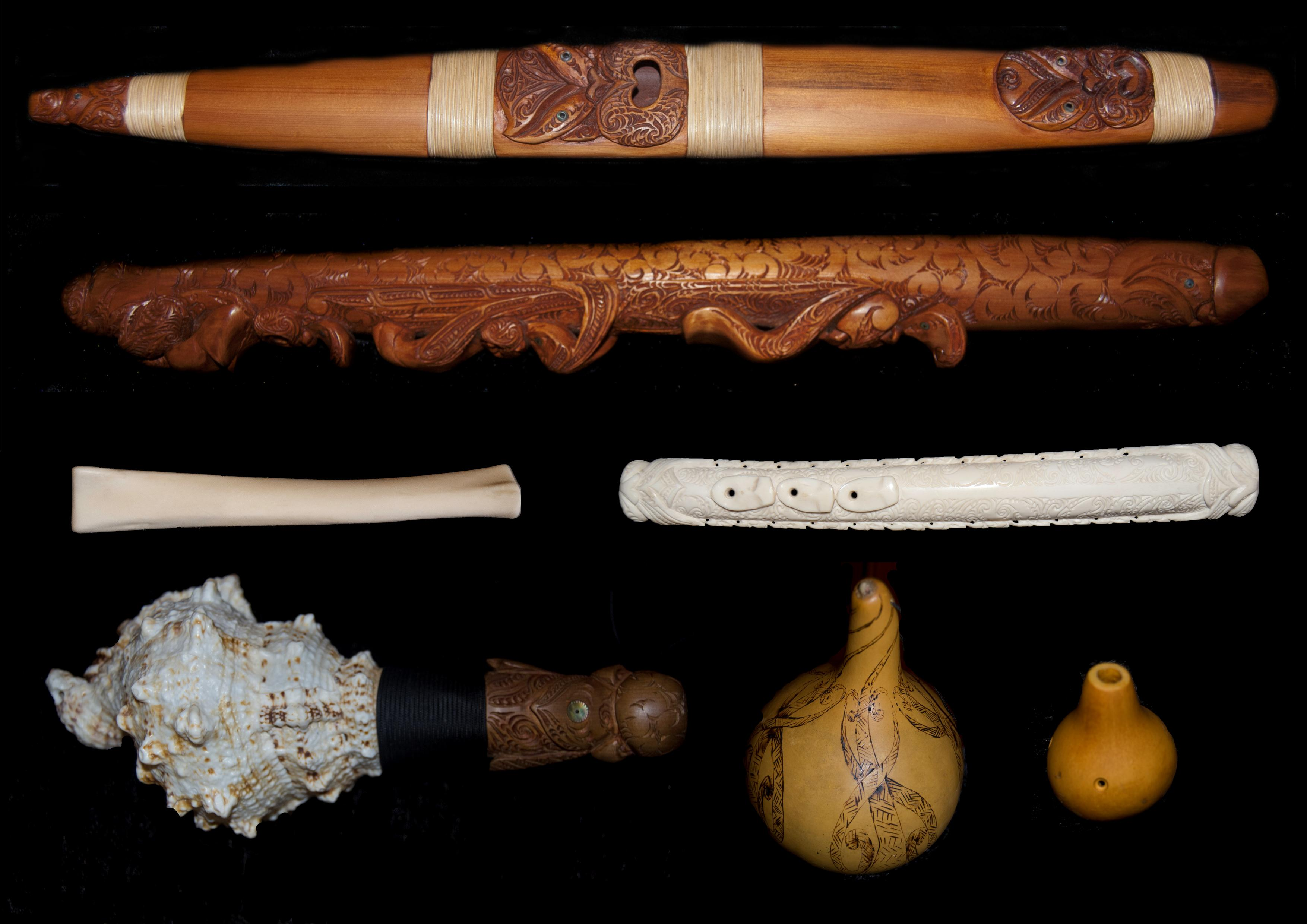
Una selecció de taonga pūoro de la col·lecció d'Horomona Horo

Els tohunga tenien coneixement de la majoria dels ritus espirituals i temporals, i el coneixement en general es transmetia a través de moltes generacions per mitjà de la transmissió oral en wānanga (llocs d'aprenentatge / escoles). Les eines que també van utilitzar van ser els taonga pūoro (instruments musicals tradicionals) amb el propòsit de recórrer a la intervenció divina o a l'ajuda dels déus.
Tot i que el maorí tenia un alt respecte pel coneixement i les habilitats del tohunga, també hi havia un costat fosc, i els colons europeus sovint tenien una opinió molt pobra d'ells, cosa que va conduir a la Llei de supressió dels Tohunga de 1907.
Molts tohunga es van negar a transmetre les seves tradicions orals després que la Llei s'apliqués a Nova Zelanda, deixant a la gent desproveïda de gran part de la seva base, creences i pràctiques tradicionals; al mateix temps que accelerava l'assimilació. La Llei va ser derogada en 1962, però per llavors, gran part de la llengua i les tradicions s'havien corromput o perdut, però uns pocs kaumātua (ancians) van continuar comunicant oralment els seus coneixements a través de les generacions.
Una observació per a la supervivència del tohungatanga va ser la insignificança de la perspectiva de «dones tohunga» i, no obstant això, les dones eren tohunga, ja que tenien un llinatge directe i un vincle amb Te Ira Atua (regne espiritual dels déus) i són una classe que ha estat ignorada en qualsevol literatura fins ara.

### El Tohunga sota el tapu

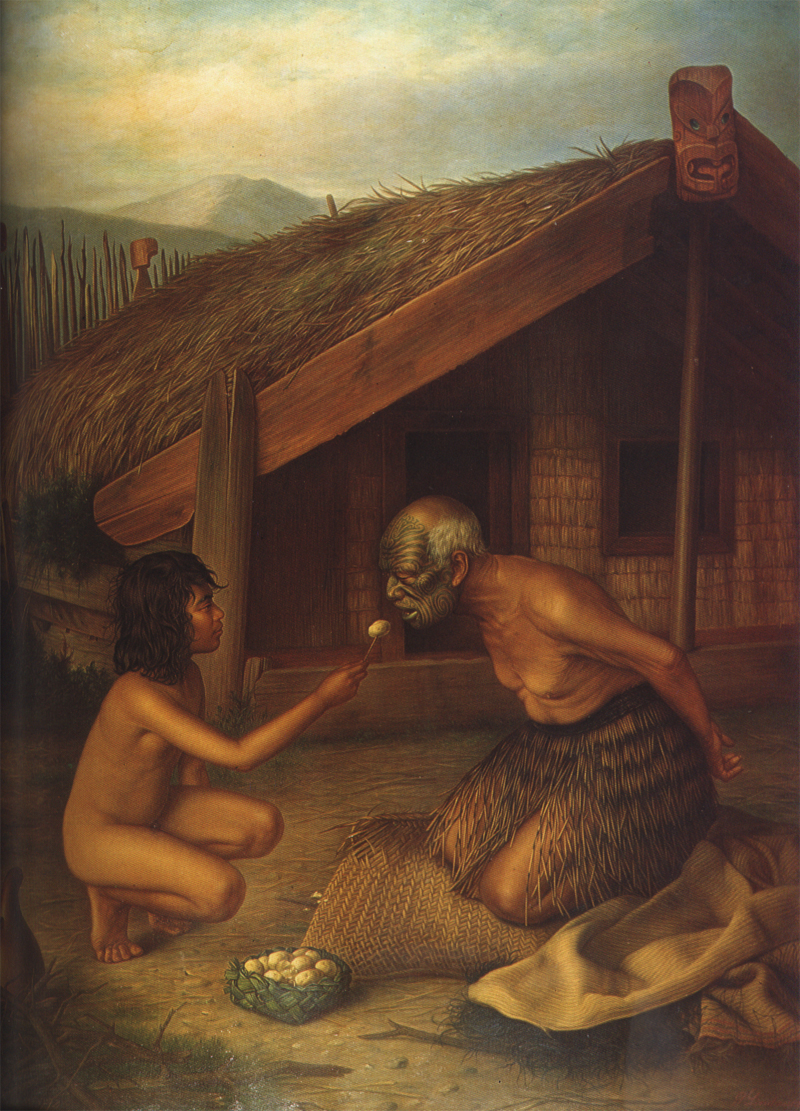
Els tohunga que manipulaven als morts eren alimentats per un altre, ja que es convertien en tapu i, per tant, no podien manipular el menajar. La pintura presentada pertany a la vida en una antiga pā al districte de Whanganui. El tohunga està agenollat sobre estores front la casa en un racó remot de l'assentament

El tapu va ser una de les creences i costums religiosos més arrelades dels maoris. La paraula tapu pot ser traduïda com a «sagrat» o «prohibit», però el tapu maorí té moltes variacions. Hi havia un «tapu personal» i un «tapu local»; un tapu d'un o altre tipus s'enfrontava al maorí a tot arreu. Sovint servia per a un propòsit similar a algunes de les lleis jueves de prohibició i quarantena. Els tohunga estaven imbuïts de les misterioses essències del tapu causa del seu coneixement de l'antiga i potent religió amb cerimònies religioses i el seu ofici com a mitjans de comunicació amb el terror atua. Tots els ariki també tenien un fort tapu personal que impedia a qualsevol persona comú menjar de la mateixa cistella d'aliments o fer servir qualsevol cosa que pertanyés al cap.
Les restes dels morts sagrats i tots els relacionats amb ells eren altament tapu, i qualsevol que hagués estat involucrat en el maneig dels morts o ossos dels morts seria extremadament tapu i no s'atreviria a tocar el menjar amb les mans. Per tant, aquestes persones havien de ser alimentades per uns altres.